# The Happening (singolo)
The Happening è un brano musicale del gruppo femminile statunitense The Supremes, pubblicato come singolo nel 1967 dalla Motown.
Il brano, inserito nella colonna sonora e utilizzato come tema per il film Cominciò per gioco... (The Happening) diretto da Elliot Silverstein, è stato scritto dal trio Holland-Dozier-Holland.

## Tracce
- 7"

1. The Happening
2. All I Know About You

## Formazione
- Diana Ross - voce
- Florence Ballard, Mary Wilson - cori
- The Funk Brothers - strumenti
- Hal Blaine - batteria